# János Dudás
János Dudás (en húngaro: Dudás János; Budafok, Imperio austrohúngaro, 11 de enero de 1911-28 de julio de 1979) fue un jugador y entrenador de fútbol húngaro. En su etapa como jugador profesional se desempeñaba como centrocampista.

## Selección nacional
Fue internacional con la selección húngara en 21 ocasiones y convirtió 3 goles. Formó parte de la selección subcampeona de la Copa del Mundo de 1938, pese a no haber jugado ningún partido durante el torneo.

### Participaciones en Copas del Mundo
| Mundial                        | Sede    | Resultado        | Partidos | Goles |
| ------------------------------ | ------- | ---------------- | -------- | ----- |
| Copa Mundial de Fútbol de 1934 | Italia  | Cuartos de final | 0        | 0     |
| Copa Mundial de Fútbol de 1938 | Francia | Subcampeón       | 0        | 0     |

## Clubes

### Como jugador
| Club            | País    | Año       |
| --------------- | ------- | --------- |
| Budafoki MTE    | Hungría | 1927-1933 |
| MTK Hungária FC | Hungría | 1933-1940 |
| WMFC Csepel     | Hungría | 1940-1944 |
| Budafoki MTE    | Hungría | 1945-1947 |
| WM KASE         | Hungría | 1947-1949 |

### Como entrenador
| Club                       | País    | Año    |
| -------------------------- | ------- | ------ |
| WM KASE                    | Hungría | 1947-? |
| Selección nacional juvenil | Hungría | 1954   |
| Bp. Szállítók              | Hungría | 1955   |
| Vasas Zománc               | Hungría | 1960   |

## Palmarés

### Campeonatos nacionales
| Título              | Club            | País    | Año  |
| ------------------- | --------------- | ------- | ---- |
| Nemzeti Bajnokság I | MTK Hungária FC | Hungría | 1936 |
| Nemzeti Bajnokság I | MTK Hungária FC | Hungría | 1937 |
| Nemzeti Bajnokság I | WMFC Csepel     | Hungría | 1942 |
| Nemzeti Bajnokság I | WMFC Csepel     | Hungría | 1943 |